# نیکولاس براون
نیکولاس براون (انگلیسی: Nicholas Braun؛ زادهٔ ۱ مهٔ ۱۹۸۸) یک هنرپیشه اهل ایالات متحده آمریکا است. وی از سال ۲۰۰۱ میلادی تاکنون مشغول فعالیت بوده‌است.
از فیلم‌ها یا برنامه‌های تلویزیونی که وی در آن نقش داشته است می‌توان به وراثت، پرام ، مزایای سر به زیر بودن، در میدلتون و یک شغل پیدا کن اشاره کرد.